# Cyrille Salim Bustros
Cyrille Salim Bustros S.M.S.P. (sinh 1939) là một Giám mục người Li Băng của Giáo hội Công giáo nghi lễ Greek-Melkites, trực thuộc Giáo hội Công giáo Rôma. Ông hiện là Tổng giám mục chính tòa Tổng giáo phận Beirut–Gibail, nghi lễ Greek-Melkites. Trước đó, ông cũng từng là Tổng giám mục Danh dự chính tòa Giáo phận Newton (với tên gọi khác là:Our Lady of the Annunciation in Boston), tọa lạc tại Hoa Kỳ với nghi lễ Greek-Melkites và Tổng giám mục chính tòa Tổng giáo phận Baalbek, cũng thuộc nghi lễ Greek-Melkites.

## Tiểu sử
Tổng giám mục Cyrille Salim Bustros sinh ngày 26 tháng 1 năm 1939 tại Aïn-Bourday, thuộc Li Băng. Sau quá trình tu học dài hạn tại các chủng viện theo quy định Giáo luật, ngày 29 tháng 6 năm 1962, Phó tế Butros, 23 tuổi, tiến tới việc được truyền chức linh mục. Tân linh mục cũng là linh mục Dòng Società dei Missionari di San Paolo, nghi lễ Greek-Melkites, viết tắt là S.M.S.P..
Sau hơn 25 năm kinh nghiệm trong công tác mục vụ, ngày 25 tháng 10 năm 1988, linh mục Cyrille Salim Bustros, 50 tuổi, được tuyển chọn làm Giám mục, cụ thể làm Tổng giám mục chính tòa Tổng giáo phận Baalbek, nghi lễ Greek-Melkites. Tân Tổng giám mục sau đó đã được cử hành lễ tấn phong vào ngày 27 tháng 11 cùng năm do 3 giáo sĩ cấp cao chủ sự phần nghi thức chính yếu. Chủ phong cho tân chức là Thượng phụ Maximos V Hakim, Thượng phụ Tòa Thượng phụ Antioch của Giáo hội nghi lễ Greek-Melkites. Hai vị còn lại với vai trò phụ phong là Tổng giám mục Elias Zoghbi, Nguyên Tổng giám mục Baalbek và Tổng giám mục Joseph-Marie Raya, nguyên Tổng giám mục Tổng giáo phận Akka, nghi lễ Greek-Melkites.
Sau 15 năm tại Beirut and Jbeil với cương vị Tổng giám mục, ngày 22 tháng 6 năm 2004, ông được chuyển về làm Giám mục chính tòa Giáo phận Newton (Our Lady of the Annunciation in Boston) tọa lạc tại Hoa Kỳ, nghi lễ Greek-Melkites và vẫn giữ danh hiệu Tổng giám mục chính tòa. Ngày 18 tháng 8 cùng năm, ông đã đến đây để nhận nhiệm sở mới.
Ngày 25 tháng 6 năm 2010, ông được bầu làm Tổng giám mục chính tòa Tổng giáo phận Beirut and Jbeil. Phía Giáo hội Công giáo xác nhận và chuẩn y việc bầu chọn này sau đó vào ngày 15 tháng 6 năm 2011. Nhận được sự đồng ý từ Tòa Thánh, Tân Tổng giám mục đã đến nhận nhiệm sở vào ngày 22 tháng 7 năm 2011.